# Alvik, Stockholm

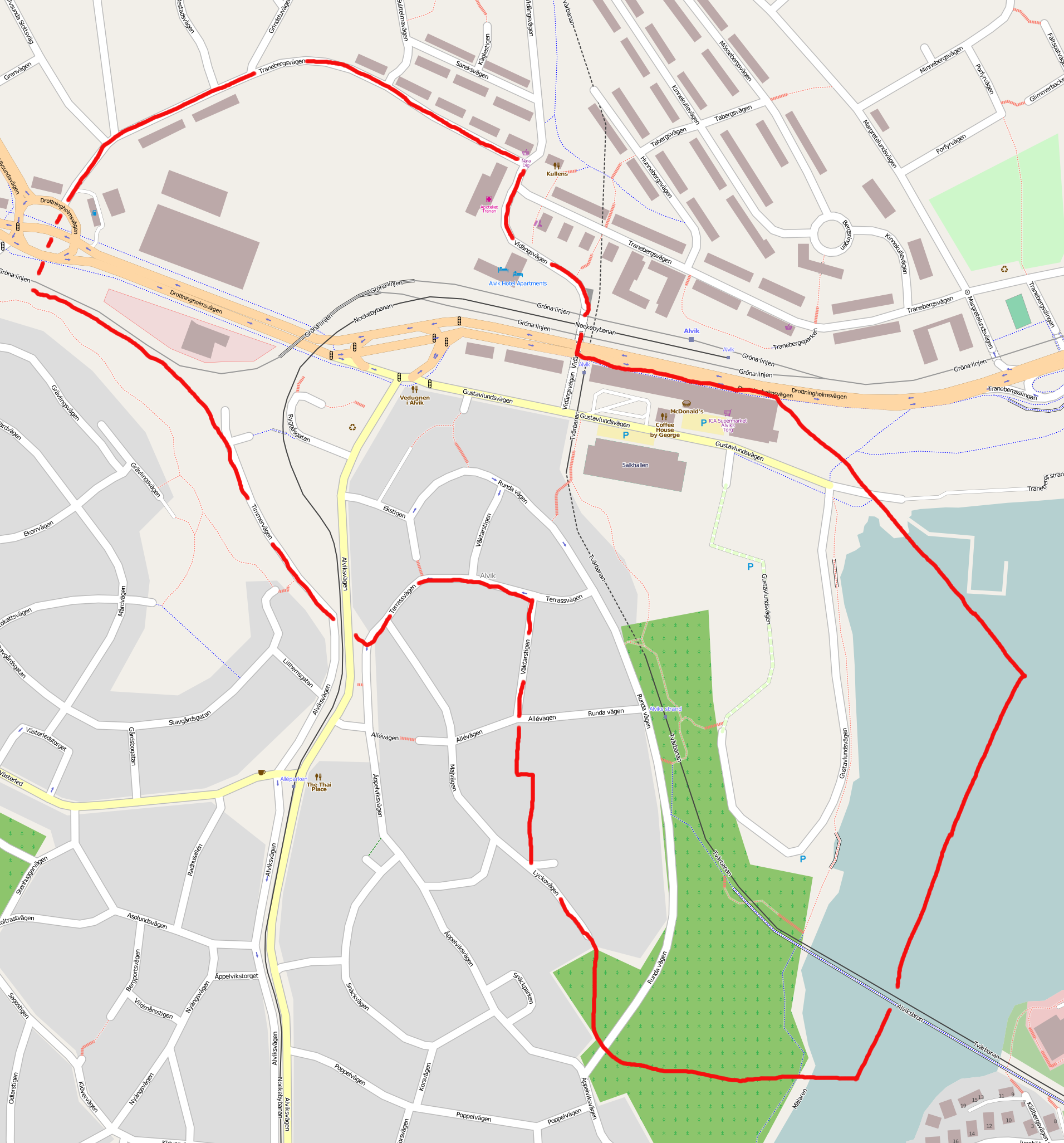
Karta över Alvik (inom röd linje).

Alvik är en stadsdel i Bromma i Västerort inom Stockholms kommun. 
Stadsdelen Alvik motsvarar det område gården Alvik omfattade vid 1800-talets början och ligger med Mälaren i öster. Stadsdelen gränsar till Traneberg i norr, Ulvsunda i väster och Äppelviken i söder.
Alvik fungerar som en av knutpunkterna för kommunikationer i Bromma och Västerort. Vid Alvik ligger Tranebergsbrons västra ändpunkt och här finns två av Tvärbanans hållplatser samt en mindre bussterminal och ett litet köpcentrum, Alviks torg,  nära trafikplatsen Alviksplan. Vid Alviksplan möts Drottningholmsvägen mot öst och väst, Gustavslundsvägen mot Alviks torg och SALK-hallen samt Alviksvägen mot Äppelviken. I direkt anslutning till Alviks torg, men i grannstadsdelen Traneberg finns Nockebybanans ena ändhållplats samt station Alvik på tunnelbanans gröna linje.

## Historia

### Alviks gård
Huvudartikel: Alviks gård

#### Torpet Ahlwijken

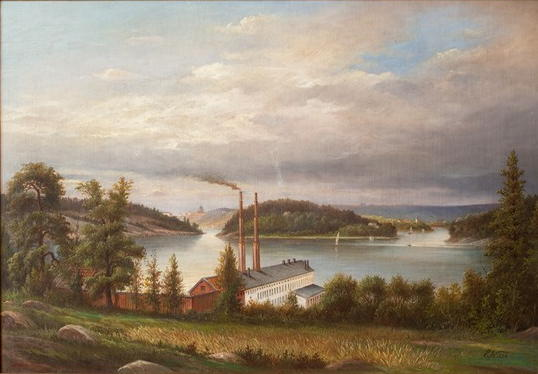
Utsikt från Alvik in mot staden 1884

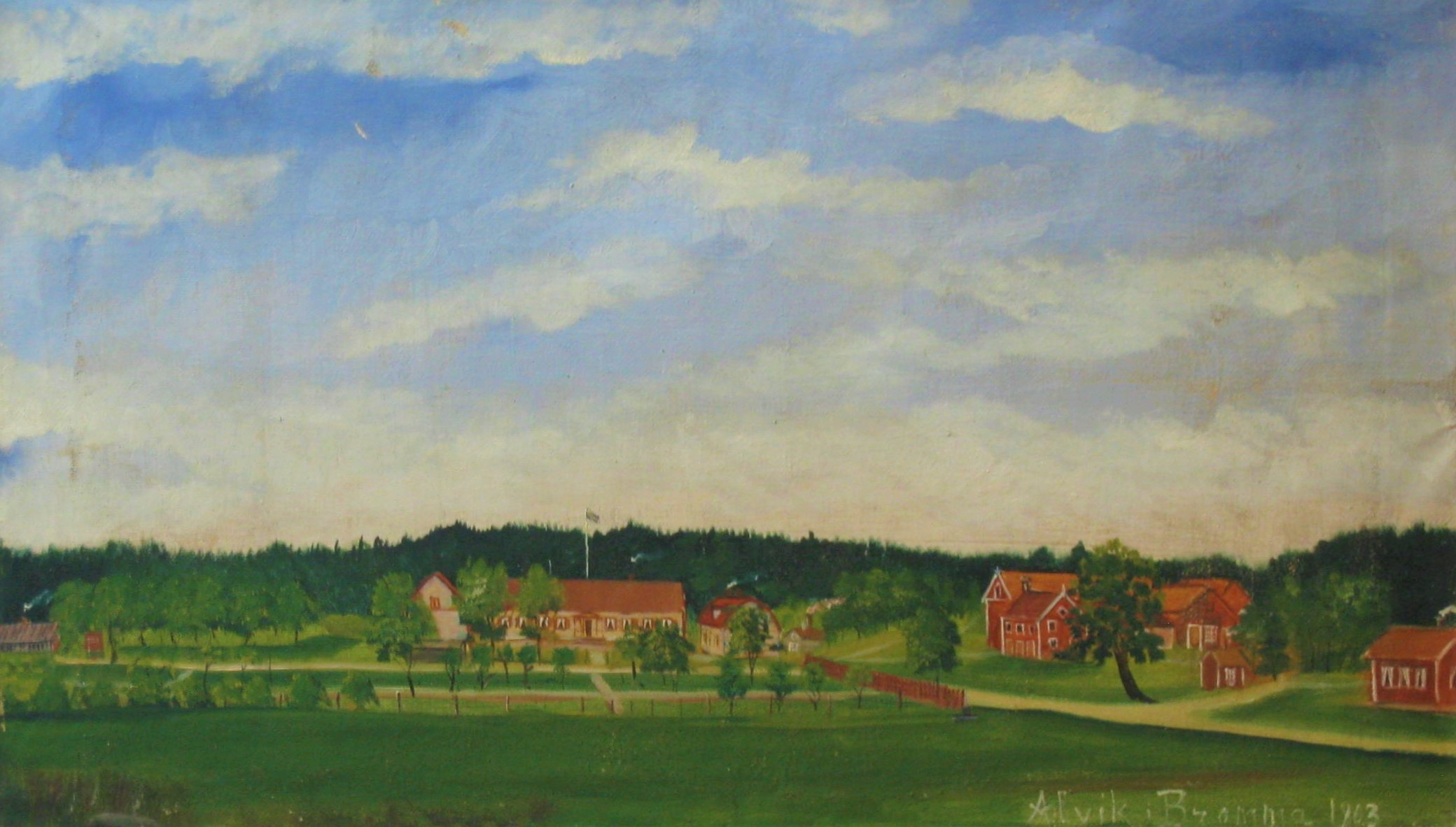
Alviks gård 1903.

Alvik har fått sitt namn efter torpet Ahlwijken. I 1720 års jordebok upptas torpet Ahlwijken för första gången som frälsetorp på ett 1/4 mantal under Ulvsunda. Det låg strax nordväst om där T-banestationen Alvik ligger idag. 1789 har torpet Ahlwijken flyttat till den plats för den senare byggda gården, och tydligen hade det torpet vid det gamla läget blivit en krog. En gård med namnet Alvik friköptes 1820 och fick säteristatus i likhet med modergården Ulvsunda.

#### Alviks gårds byggnader
På en ås, där nuvarande Alviksvägen 11–13 ligger, byggdes en envånings mangårdsbyggnad med sadeltak och två flyglar. 1811 hade mangården två våningar, mansardtak och vindskupor. Vid gårdsplanen fanns två mindre hus.  Gården Alvik friköptes 1820 och fick säteristatus i likhet med modergården Ulvsunda. Enligt jordeboken från 1819 "utgöres detta säteri af de Ulfsunda säteri fordom tillhörande lägenheterna Ahlwiken, Asplund och Vidängen". Alviks gårds huvudbyggnad revs 1923 och av gården finns nu endast Alviks rättarbostad kvar. Alviks rättarbostad byggdes i början av 1800-talet som en parstuga. Då var det drängstuga och sedermera blev det spannmålsbod eller visthusbod, en byggnad avsedd för förvaring av matvaror År 1865 byggdes den gamla spannmålsboden om och år 1885 ändrades funktionen till rättarbostad. Huset används idag för olika konstnärs- och hantverksaktiviteter.

#### Gården från 1864 till 1914
Alviks och Äppelvikens gårdar köptes 1864 av Lars Montén (1785–1872), som byggde en stearinfabrik vid Mälarstranden. 1867 såldes frälselägenheten Widängen, norr om dagens Drottningholmsvägen och det området var i början av 1900-talet en handelsträdgård. De båda huvudgårdarna ärvdes 1872 av Lars Monténs båda systersonsöner, kusinerna Carl Bergstedt och Eric Bergstedt. Carl Bergstedt använde under lång tid Alviks mangårdsbyggnad som sommarnöje. Han lät bygga nya ekonomibyggnader, stallar och ladugård på tomterna.
Efter stadens köp 1908 användes mangården av Bromma församling som komministerbostad och pastorsexpedition till 1914.

### Fabriken vid Mälarstranden och tunnbinderiet
Huvudartikel: Klara tekniska fabrik
Stearinljusfabriken vid Alviks strand anlades 1864 där ett stort industrikomplex växte fram. Senare tillverkade man även tvål och såpa i fabriken. År 1920 gick Monténs fabrik samman med Barnängens Tekniska Fabrik, dit sedan hela verksamheten 1929 flyttade till en nybyggd fabrik här. Vita huset, som byggdes 1895-1900 alldeles vid Mälarstranden, byggdes då om till huvudkontor och är nu den historiska kärnan i det nya kontorsområdet i Alvik tillsammans med den tegelröda fabriksbyggnaden från 1918. Vita huset var från början en mjölksyrafabrik. Över porten står det 1893 och det syftar på det år då byggnaden renoverades för att bli Alfa-Lavals huvudkontor. Byggnaden är idag kontor för andra företag.
År 1881 anlades av Firma Lars Montén ganska nära den nuvarande idrottshallen SALK-hallen ett tunnbinderi, som fram till 1936 tillverkade laggkärl för tvål- och såpafabrikens produkter, men även smördrittlar och snuskaggar. År 1963 byggdes tunnbinderiets lokaler om för att hysa Shantungskolan. Huset revs 1978. Höghuset Alviks Torn, som invigdes 2014, på Gustavslundsvägen 149 vid Alviks strand är byggt precis på den mark där det tidigare tunnbinderiet låg och där senare Shantungskolan hade sina lokaler fram till 1978.

### Stadens köp 1908 och stadsplan från 1922
Huvudartikel: Gamla Bromma trädgårdsstad
År 1908 köpte Stockholms stad Äppelvikens gård och större delen av Alviks gård, som då ägdes av handelsbolaget Lars Montén mot en köpesumma av 1 270 000 kronor. Undantagna vid köpet var fabrikstomten vid stranden och mangårdsbyggnaden. Mangårdsbyggnaden överläts till Bromma församling. Området norr om Drottningholmsvägen ingick inte heller i markköpet.
I samband med markköpet 1908 gjordes ett första förslag till stadsplan för Alvik. August Emanuel Påhlman (1880-1937), som var stadsplaneingenjör vid Stockholms stads lantegendomsnämnd 1908–1913 och stadsingenjör i Stockholm 1914–1932, ritade ett första förslag till stadsplan. Den stadsplanen innehöll två breda trafikleder. Dessa var nuvarande Gustavslundsvägen och Alviksvägen. Alviksvägen drogs ungefär som den gamla landsvägen mellan Alviks och Smedslättens gård. En järnväg mot Nockeby var markerad med ett något annorlunda läge än den nuvarande 12:ans spårväg. Utmed båda huvudvägarna föreslogs sammanbyggda trevåningshus. Området i övrigt var avsett för villor med trädgårdar. På den branta sluttningen mot Mälarens sjö i söder planerades ett parkområde, den nuvarande Mälarparken, öster om Runda Vägen.
Förslaget till stadsplan kom att ändras flera gånger, men påminner mycket om den gällande stadsplanen, som fastställdes den 15 december 1922 av Thure Bergentz och Per-Olof Hallman. Planen skiljer sig från de tidigare förslagen genom att den tillåter fyravåningshus utmed de två huvudvägarna. I mitten på 1920-talet uppfördes de flesta egna hemmen, oftast genom entreprenad av den blivande ägaren. Bland arkitekterna till trädgårdsstaden i Bromma kan nämnas Gustaf Pettersson, Gustaf Larson och Edvin Engström som samtliga var knutna till stadens egnahemsbyrån.

### Området norr om Drottningholmsvägen och Alvik från 1930-talet
Stockholms stad köpte fastigheten norr om Drottningholmsvägen. Alviks nödbostäder låg under åren 1917-1944 på samma plats där sedan spårvagnshallarna, Brommadepån, byggdes. I mitten av 1930-talet revs de första husen för att ge plats åt den breddade Drottningholmsvägen och blivande Alviksplan. I början av 1940-talet försvann de flesta husen då SL:s vagnhall byggdes (nuvarande Brommadepån). Sista byggnaden revs 1944. Närmast Alviksplan fanns några hus kvar en bit in på 1950-talet. Området planlades under 1930- och 1940-talen. 
När Tranebergsbron blev färdig 1934 började man planera för ombyggnad av Alvik-området.

## Bebyggelse

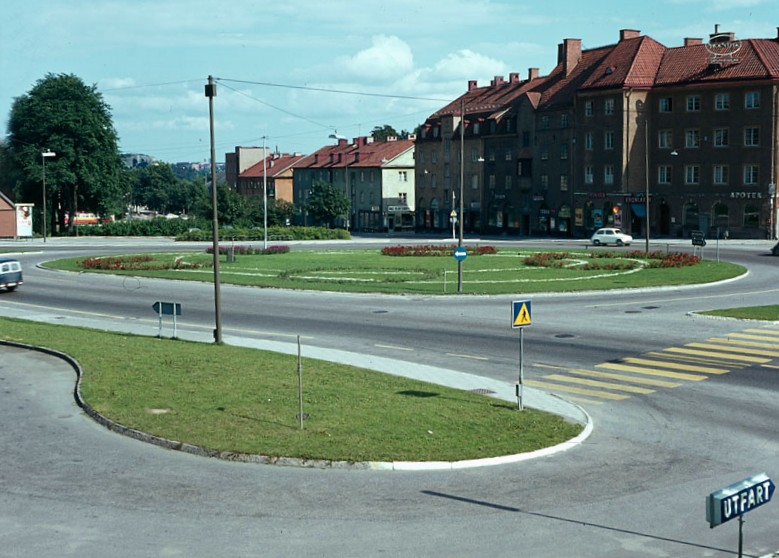
Alviksplan vid Drottningholmsvägen mot sydost. Till höger Gustavslundsvägen 173-175, som byggdes 1922 (foto 1960-talet).

### Byggnader 1900-1960-talet

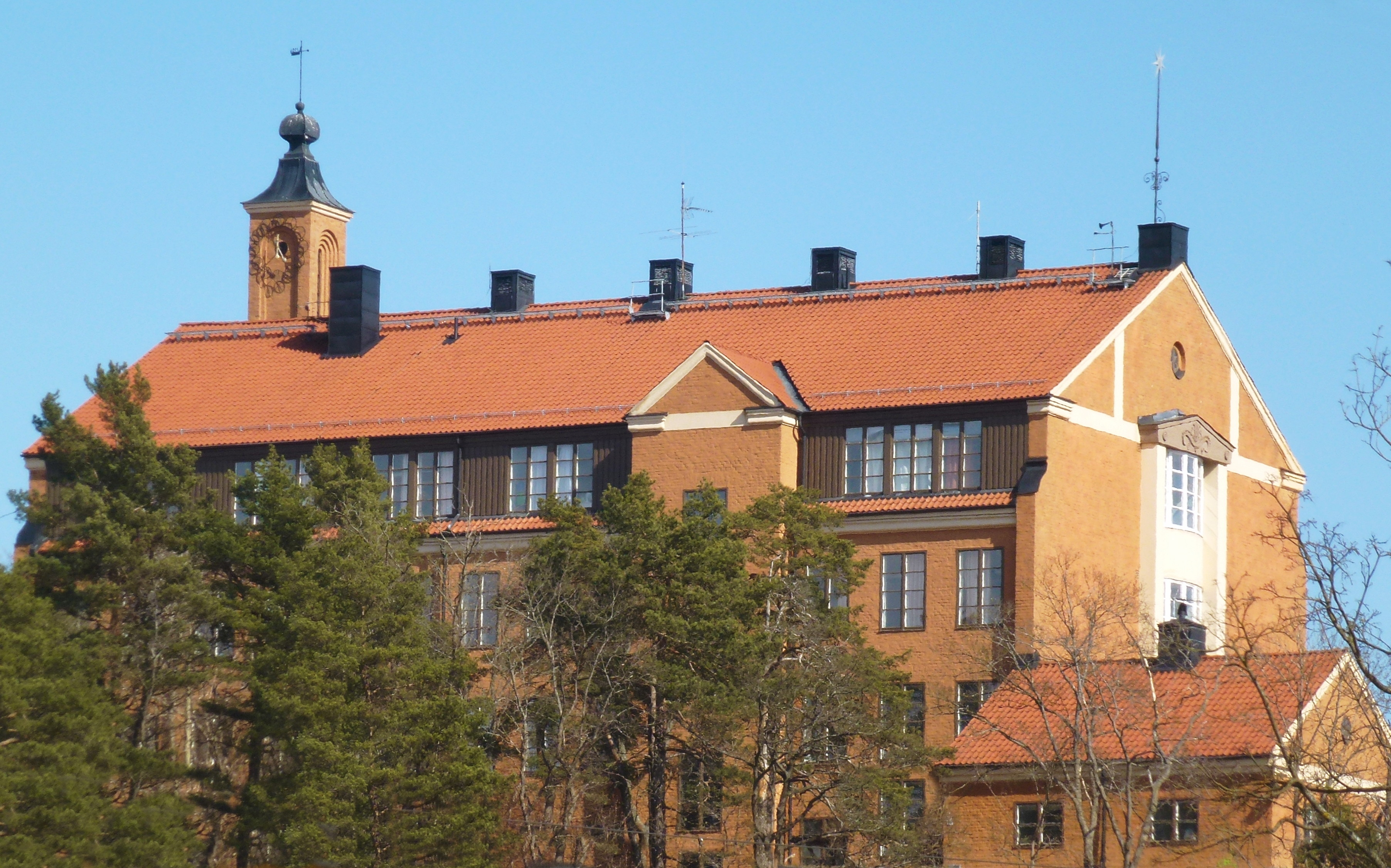
Alviksskolans "Tornskola" (byggår 1925).

Pontonbron över Tranebergssund stod klar 1914 och spårvägsförbindelse till staden fanns från 1917.
De äldsta husen i Alvik är från omkring 1914. Huset som är ett affärshus ligger på Alviksvägen 25. Under senare delen av 1910-talet fram till mitten av 1920-taletuppfördes ett villaområde ovanför Alviks dåvarande industriområde, vid gränsen till Äppelviken. I Alvik och Äppelviken gjordes tomterna större än i stadens tidigare egnahemsområden. Flera av de individuellt utformade villorna är ritade av Edvin Engström, som var arkitekt vid Fastighetskontoret, Stockholms stad.  
Under 1920-talet byggdes flerfamiljshus utmed huvudgatorna. Edvin Engström ritade även en del av den stadsmässiga bebyggelsen i tre eller fyra våningar med butikslokaler i bottenvåningen som på 1920-talet uppfördes vid Alviksvägen. Butikerna i bottenvåningen skulle fungera som affärscentrum i den nya förorten. Husen är putsade och utformade i den klassicistiska form som var rådande. Bromma-Teatern, där nu Alviks måleri inryms, vid Alviksplan byggdes 1921. 
Alviks skola är utbyggd i etapper från 1882. Den dominerande byggnaden är från 1925 ritad av Georg A. Nilsson. I öster tillfogades 1939 en ny del.
Tranebergsbron blev färdig 1934. Stockholms Allmänna Lawntennisklubb (SALK) lät 1936 bygga en stor tennishall vid Gustavslundsvägen och tennishallen SALK-hallen blev färdig 1937. Den gamla hallen brann ned helt i en våldsam brand 1993 och SALK-hallen nyuppfördes 1994. Alviks kommunalhus invigdes 1941. Den nya spårvagnshallen, Brommadepån, stod färdig 1944. På 1930- och 1940-talen planlades och bebyggdes Alviksberget ovanför industriområdet. Husen är 3-4 våningar höga lamellhus och flera av dem innehåller äldrebostäder. Vid Runda vägen 18-23 uppfördes ett smalhus med pensionärsbostäder, Brommahemmet, Alvik. Huset, som byggdes 1935 av arkitekt Birger Borgström. Under 1940-talet byggdes ytterligare sju stycken tre- och fyravåningshus för äldreboende här uppe. Mest känd är Elfvinggården på Lyckovägen 9 i Äppelviken (inom stadsdelen Alviks område), som uppfördes 1940 för mindre bemedlade kvinnor. Elfvinggårdens gula tegelhus består av nio hus och ritades av Backström & Reinius Arkitekter AB.
Spårvagnshallarna vid Brommadepån började byggas 1942 och samtidigt revs en del gamla nödbostäderna. Det var en 130 x 60 m stor spårvagnshall med betongkonstruktion. Skötselhall och kontorsbyggnad stod också klara 1944 då den nya spårvägen Ängbybanan invigdes mellan Alvik och Islandstorget. Samma bana är tunnelbana sedan 1952, då Alviks tunnelbanestation invigdes.
Väster om tunnelbanan byggdes 1961 höghuset i Alvik, som först rymde bostäder för KFUM, men nu är hotell. Samma arkitekt ritade också Västerleds församlingshus och Sankt Ansgars kyrka, som invigdes 1963.

### Historiska bilder

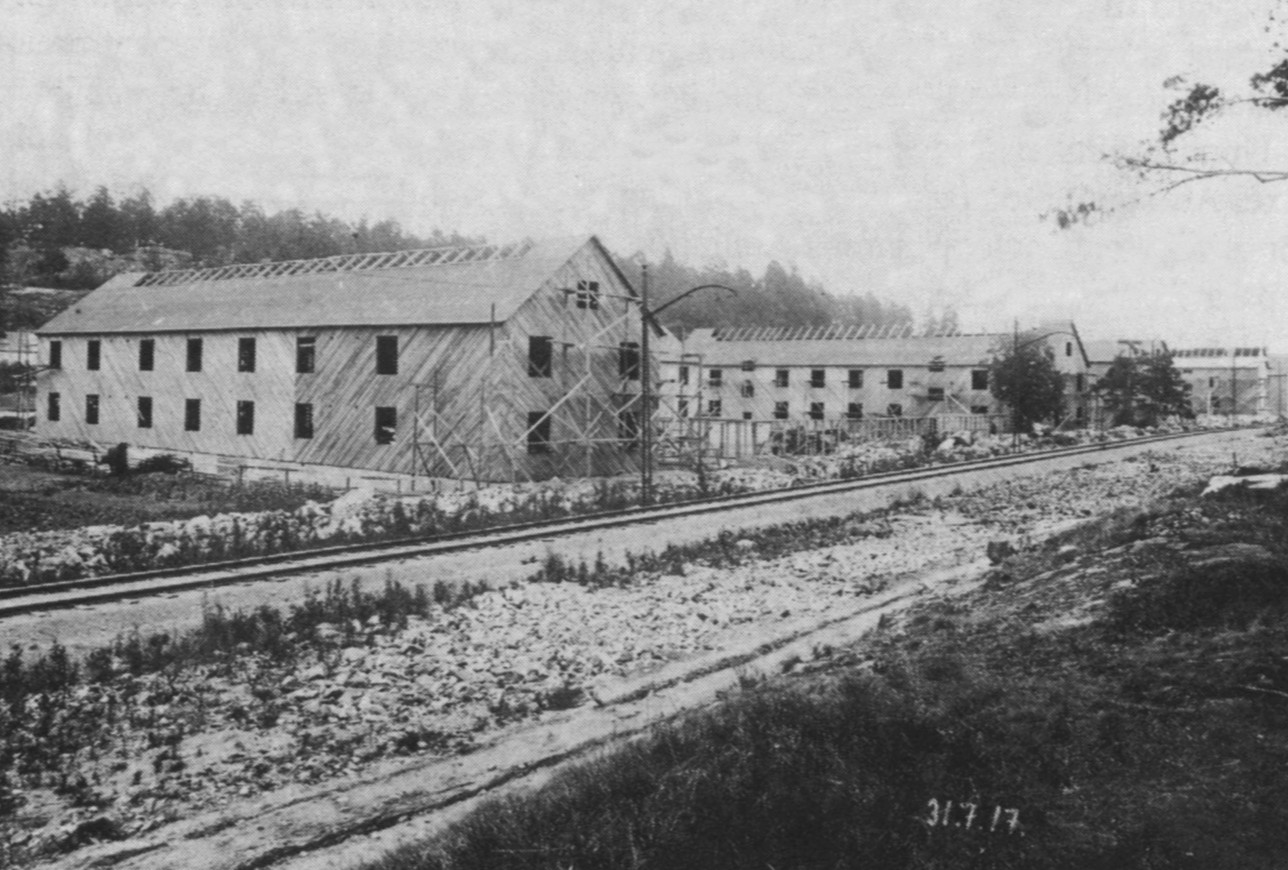
Nödbostäder i Alvik började uppföras 1917 (foto 1917). De revs 1942 är den nya spårvägshallen började byggas.
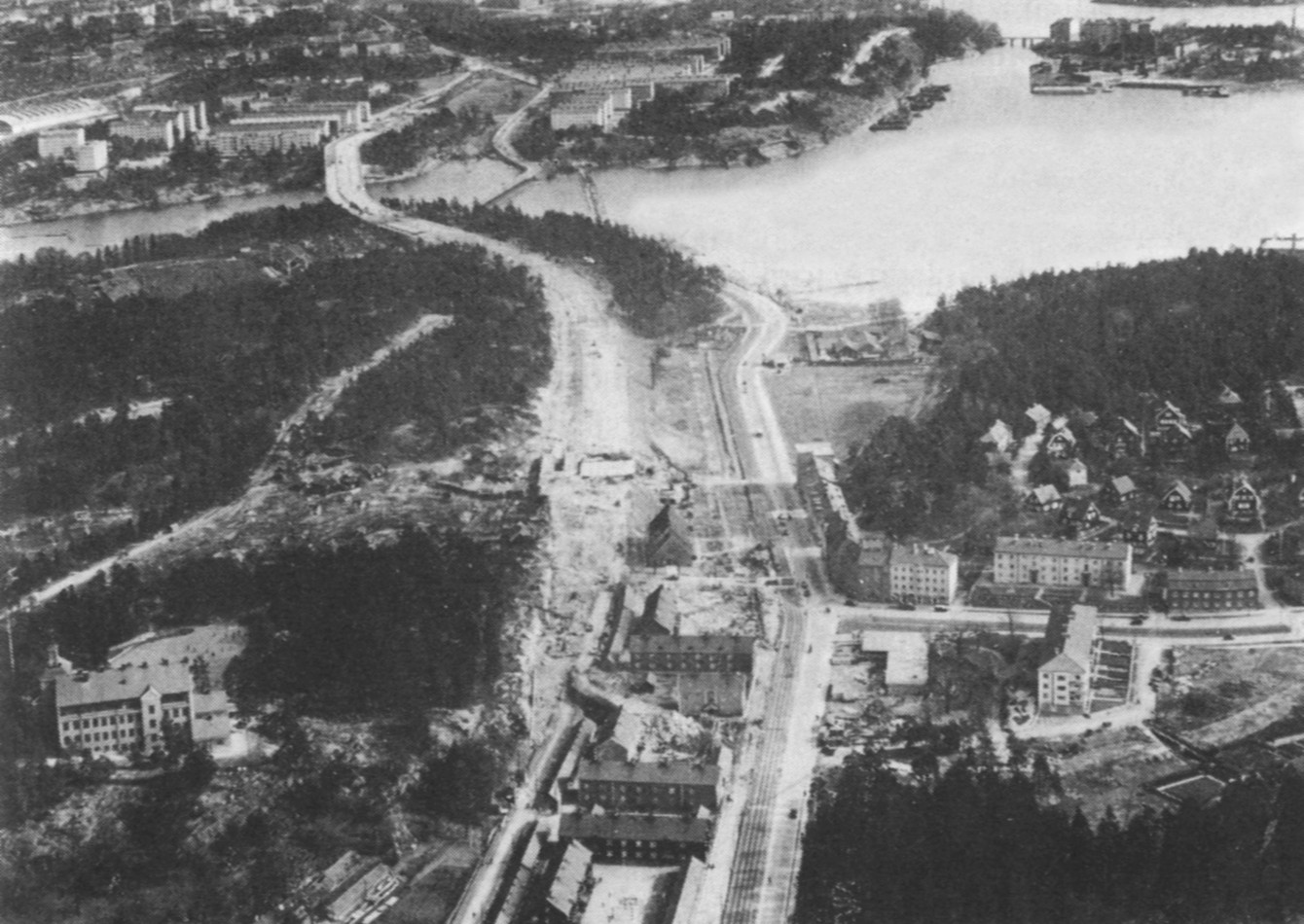
Vy över nuvarande Alviksplan (foto 1933) och uppfarten till Tranebergsbron. Bromma-Teatern, Brommabiografen, står kvar ännu idag, men nödbostäderna är revs 1942.
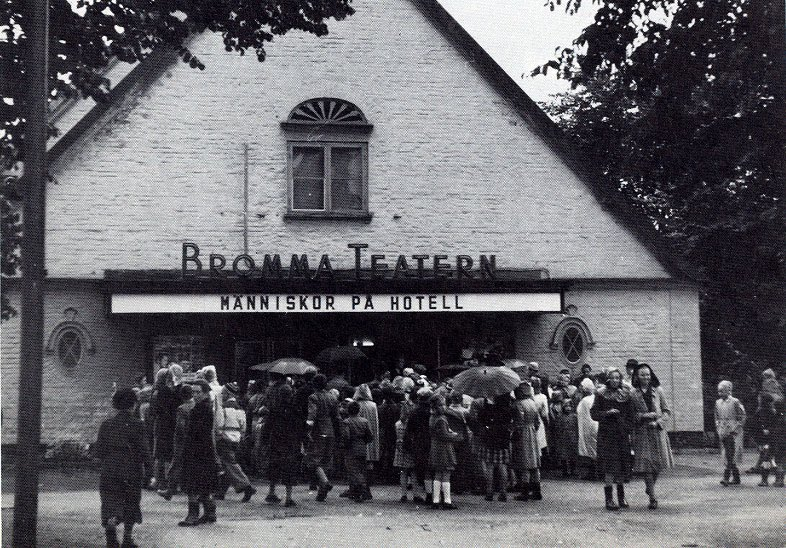
Bromma-Teatern, Brommabiografen, invigdes 1921 (foto 1946). Idag inryms Alviks måleri i huset.
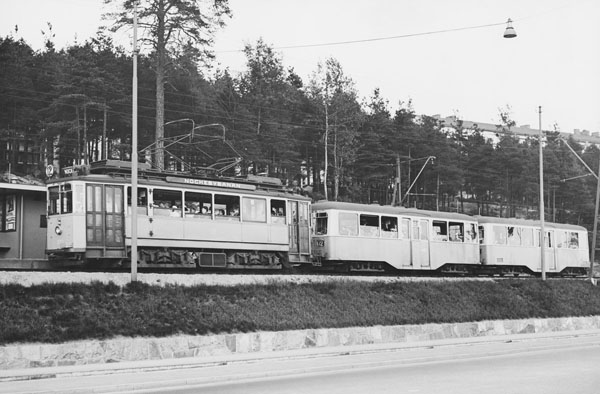
Spårvagnståg på Brommabanan vid Alvik (foto 1937).
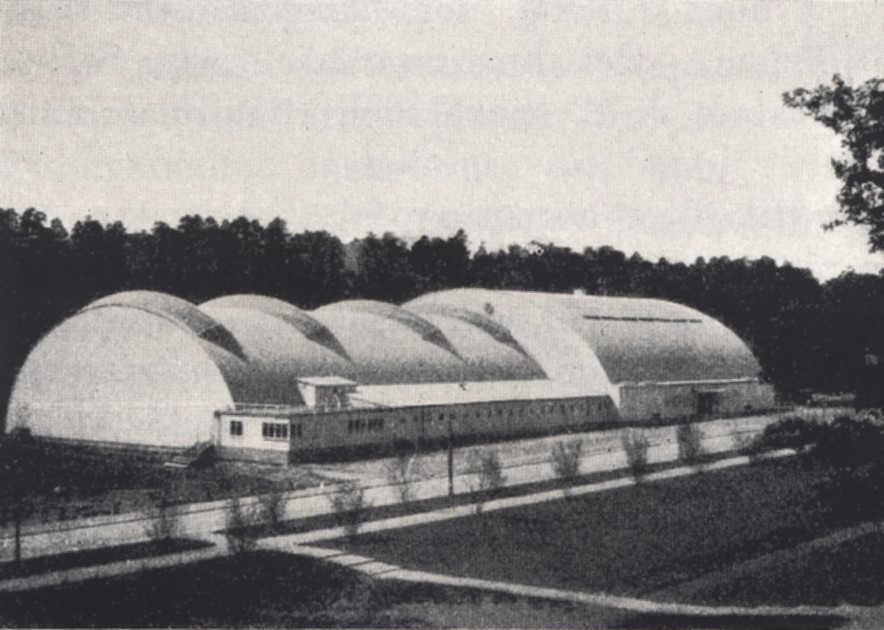
Den nybyggda tennishallen, SALK-hallen (foto 1937), som den såg ut fram till 1993, då den totalförstördes i en brand.
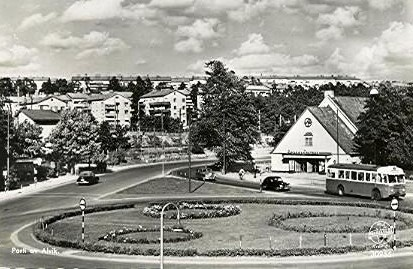
Alviksplan med Drottningholmsvägen till vänster och Bromma-Teatern till höger (foto 1960-tal).

### Byggnader från 1970-talet
Alviks strand ligger i södra delen av stadsdelen Alvik vid vattnet vid Mälarens strand. Vid 1970-talets slut ritade arkitekt Lennart Bergström sju kopplade kontorspunkthus i tegel. De följdes av de fem bågformade kontorsbyggnaderna i gult tegel, som är placerade kring den enda återstående industribyggnaden. Husen stod klara 1990 och är ritade av CAN-arkitektkontor.
Alviks torg var klart 1998. Här finns affärer och kontor, och ned mot Mälaren var bostadsområdet Tranebergs strand klart 1994. Den långsträckta kontorsbyggnaden med butiker i bottenvåningens arkad ritades av Arndt & Malmquist arkitektkontor. Fasadelementen är klädda med rött fasadtegel och älvdalskvartsit. Längs torgets södra sida finns en kontorsbyggnad med butiker i bottenvåningen ritad av Arndt & Malmquist arkitektkontor. I byggnadens västra del inryms tvärspårvägens sluthållplats med anslutning till Alviks tunnelbanestation. Mellan åren 1996 och 2000 byggdes Alvikstunneln som genom dubbelspår förbinder tvärbanans hållplatserna Alviks strand och Alvik.

### Byggnader från 1990-talet - 2000-talet
År 1995 började Alviks Torg att byggas. Den första etappen närmast Mälaren blev klar för inflyttning 1996. Hösten 1998 blev hela Alviks Torg färdigt. Alviks Torg är nu ett omfattande serviceområde med butiker, restauranger och bibliotek. Det nyuppförda Alviks Torn ligger i kvarteret Racketen. Det är ett bostadshus på 18 våningar. Höghuset, som invigdes 2014, är med sina 18 våningar fördelat på 56,7 meter. Det är Västerorts högsta bostadshus.

### Nutida bilder

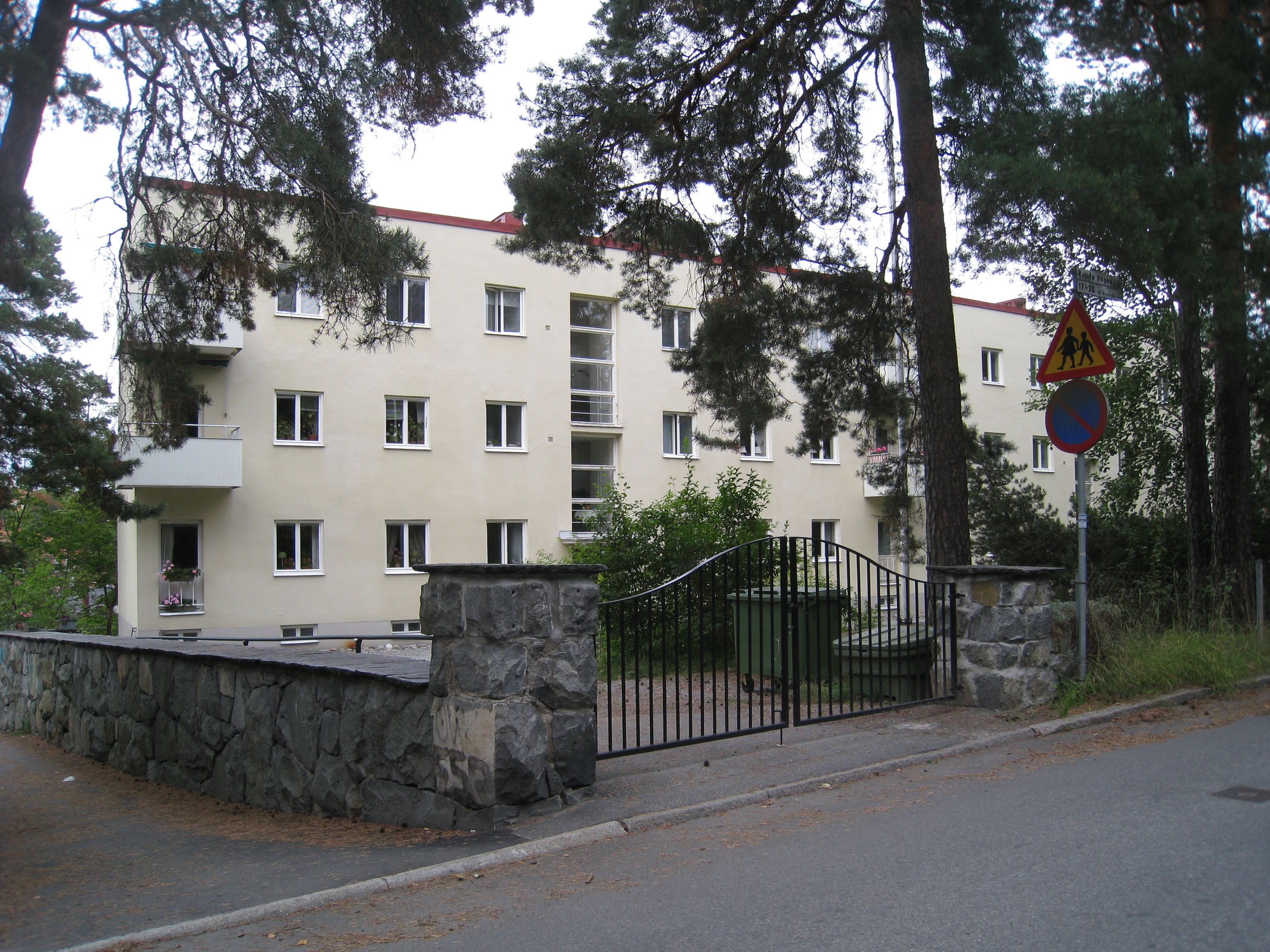
Brommahemmet (byggår 1935).
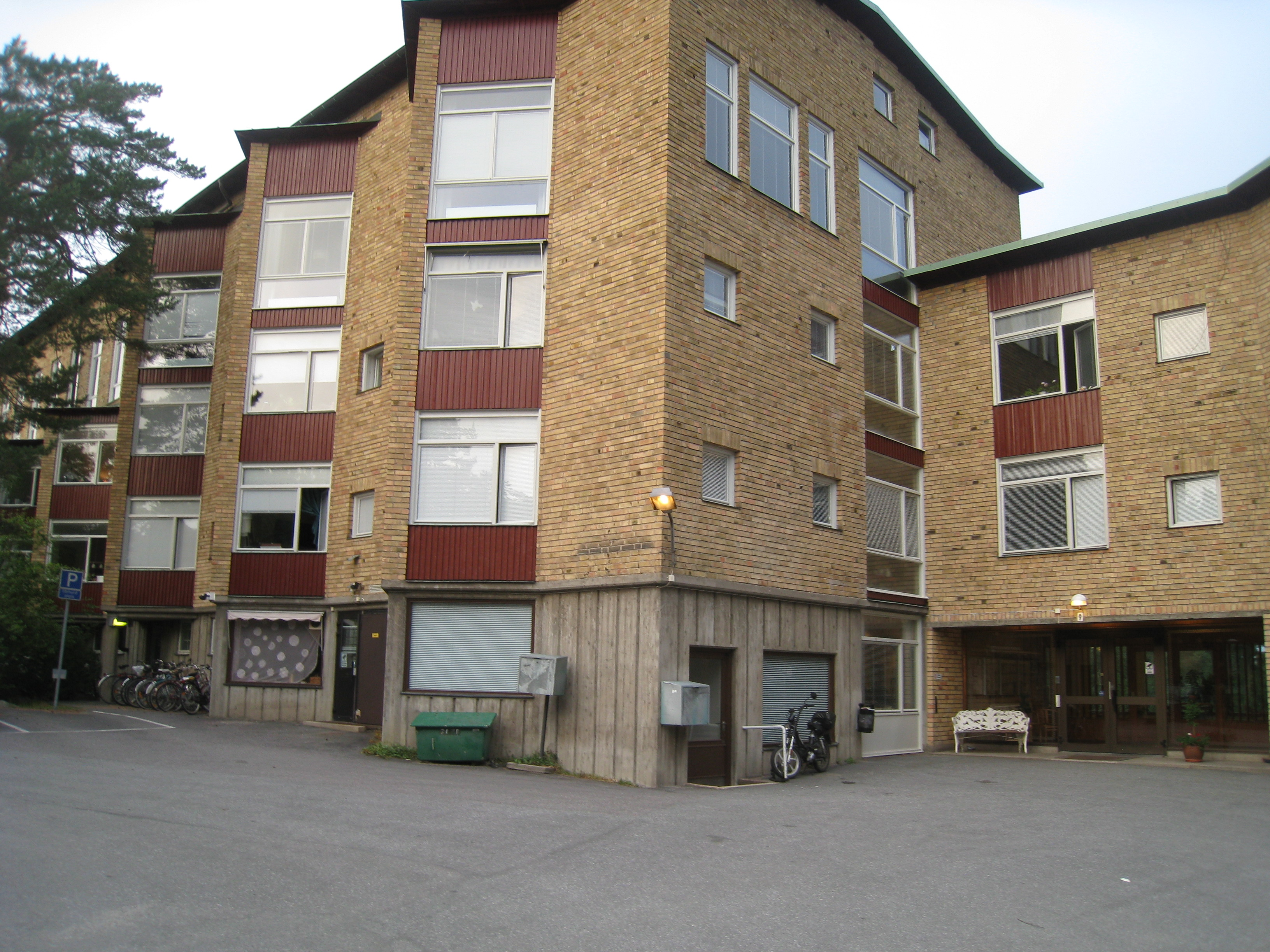
Elfvinggården (byggår 1940).
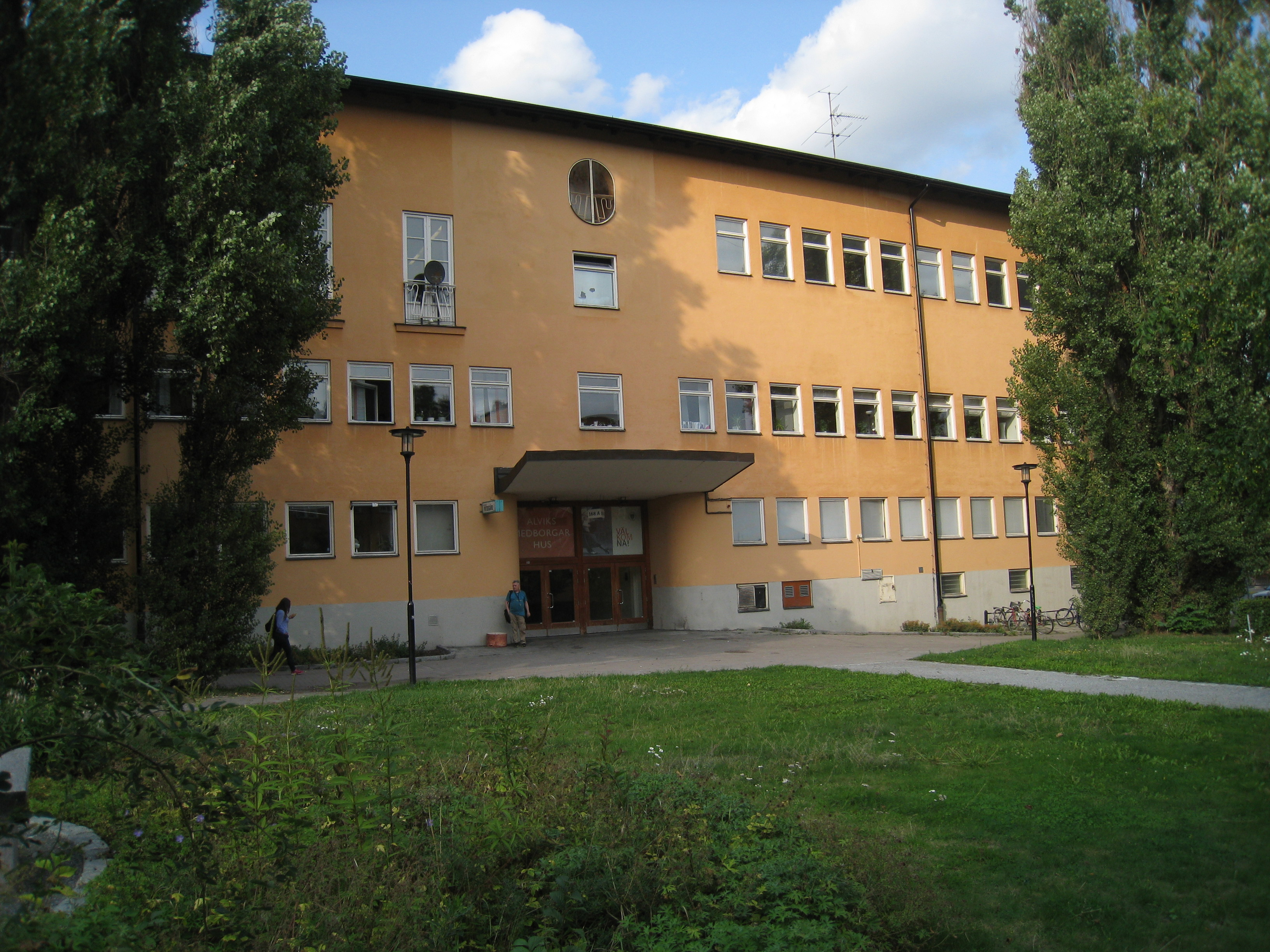
Alviks medborgarhus (byggår 1940).
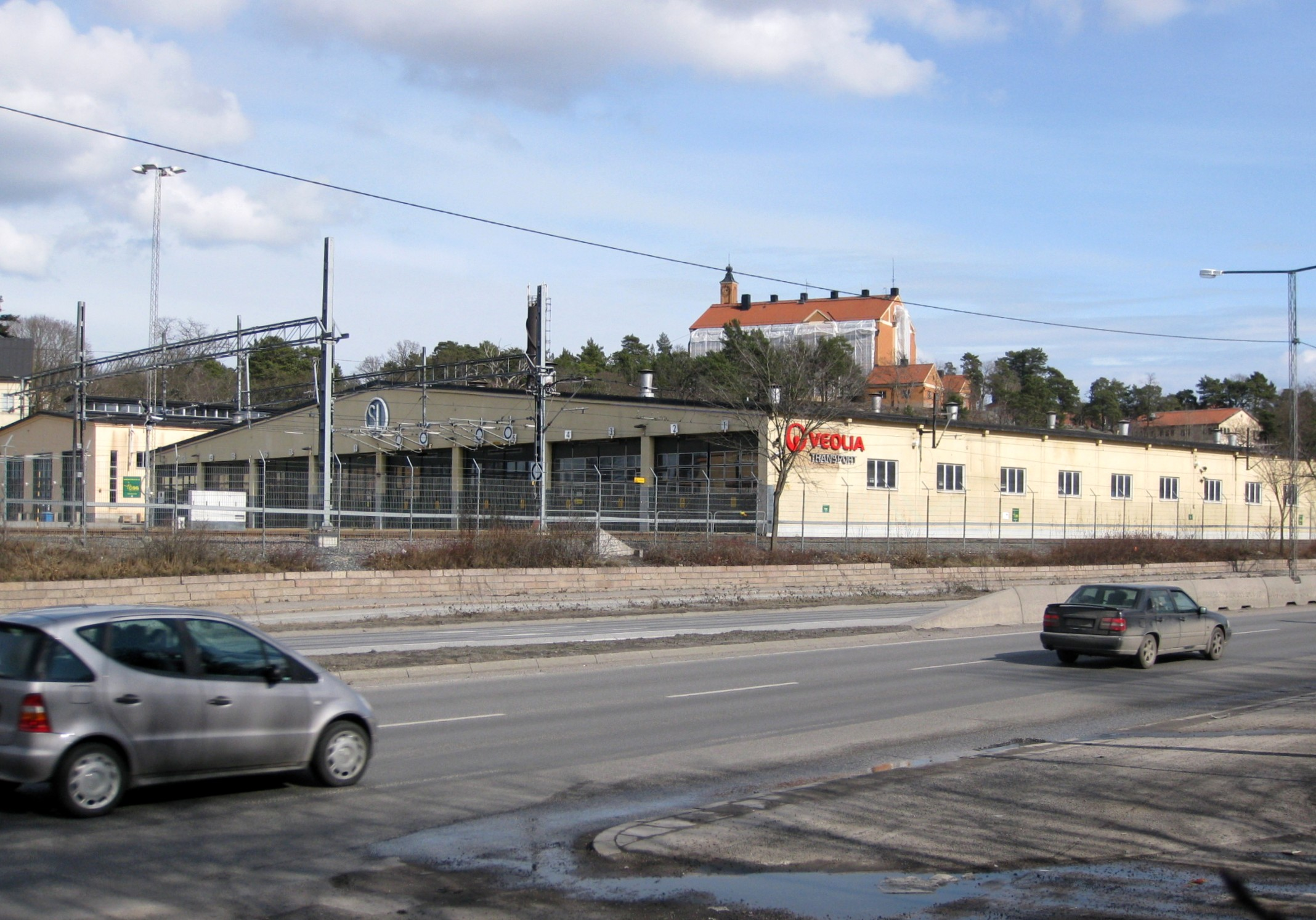
Brommadepån (byggår 1942-1944).
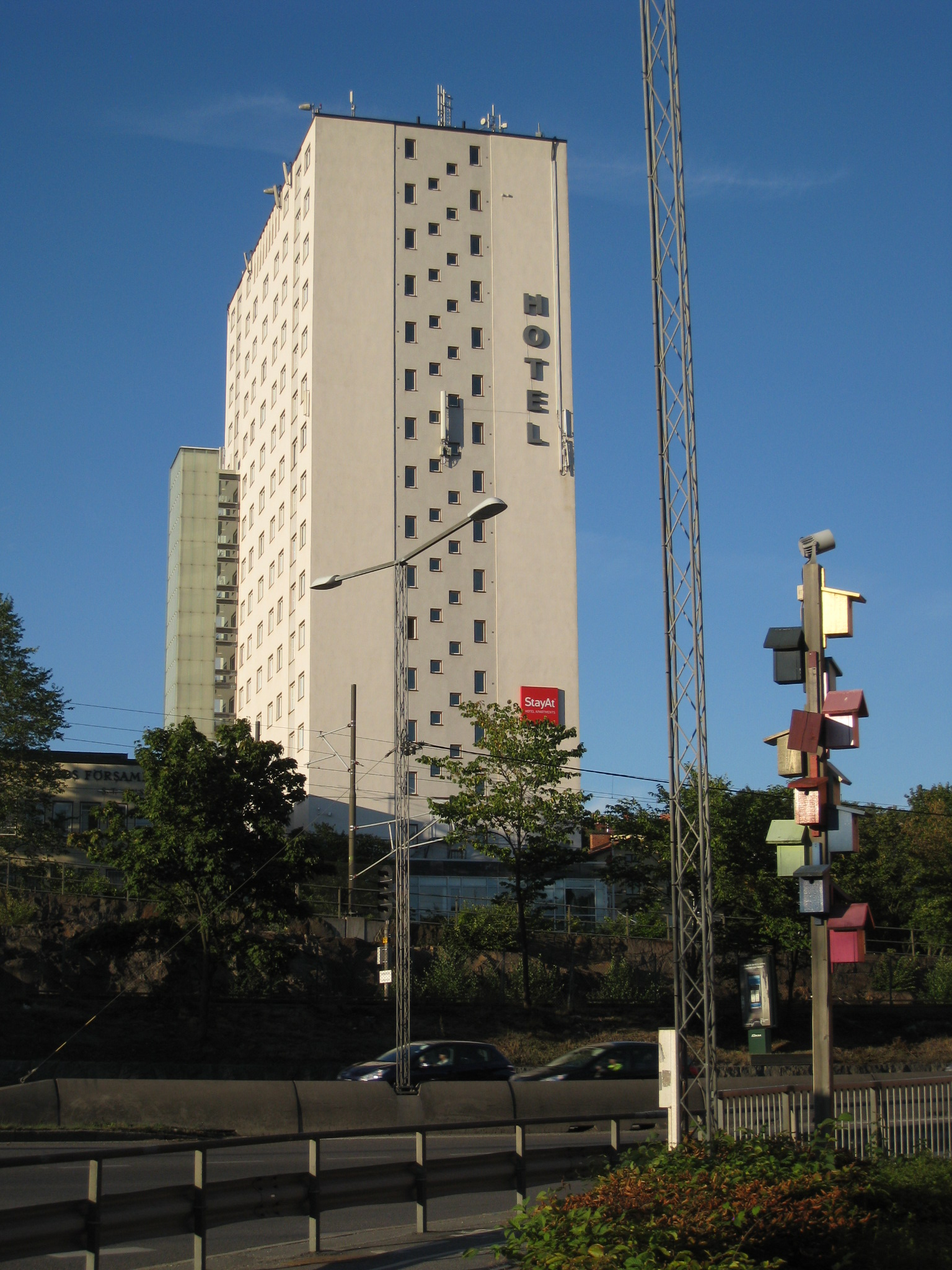
Bromma Hotel Apartments, StayAt, vy från Alviksplan (byggår 1961).
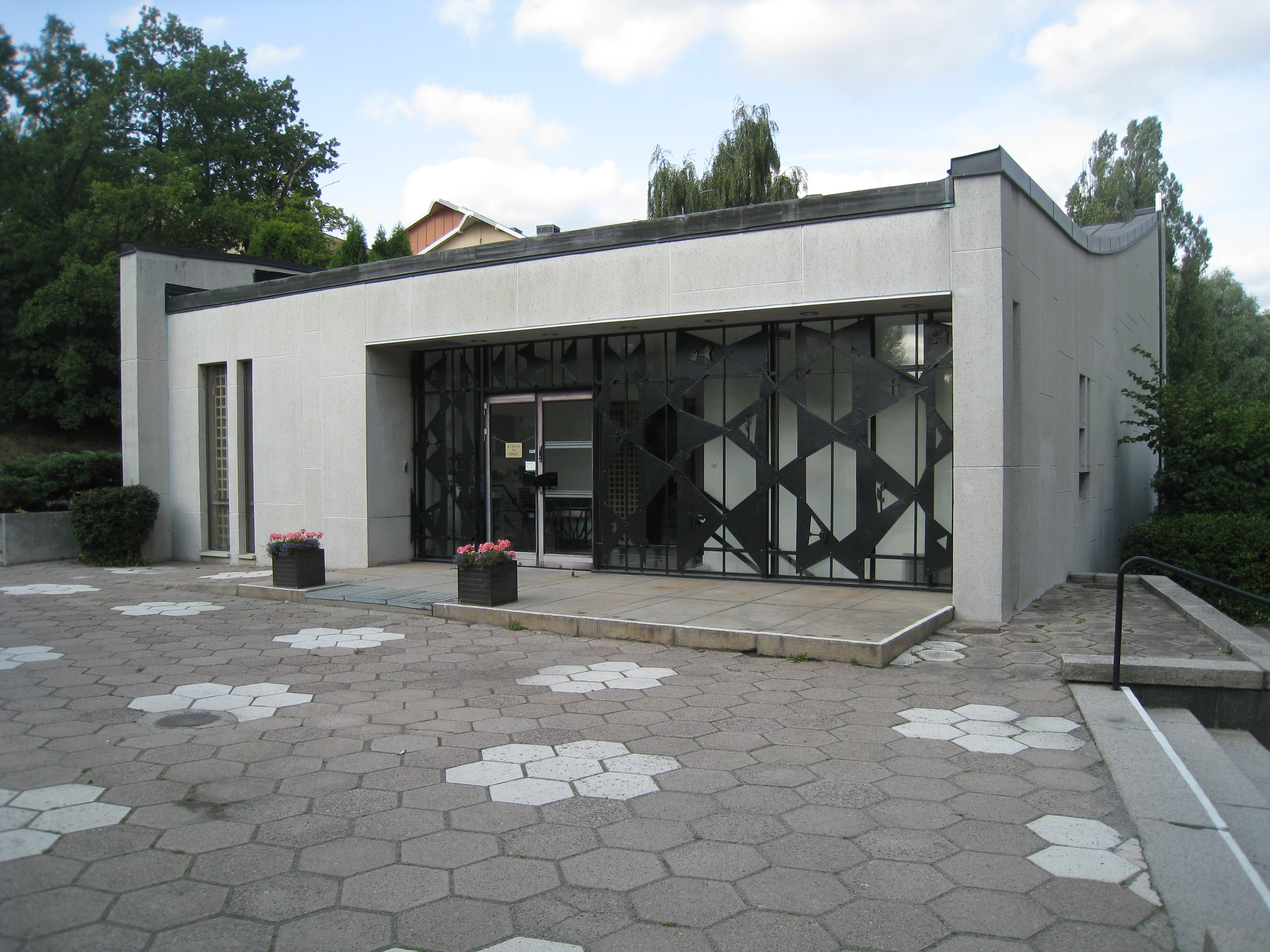
Sankt Ansgars kyrka (byggår 1963).
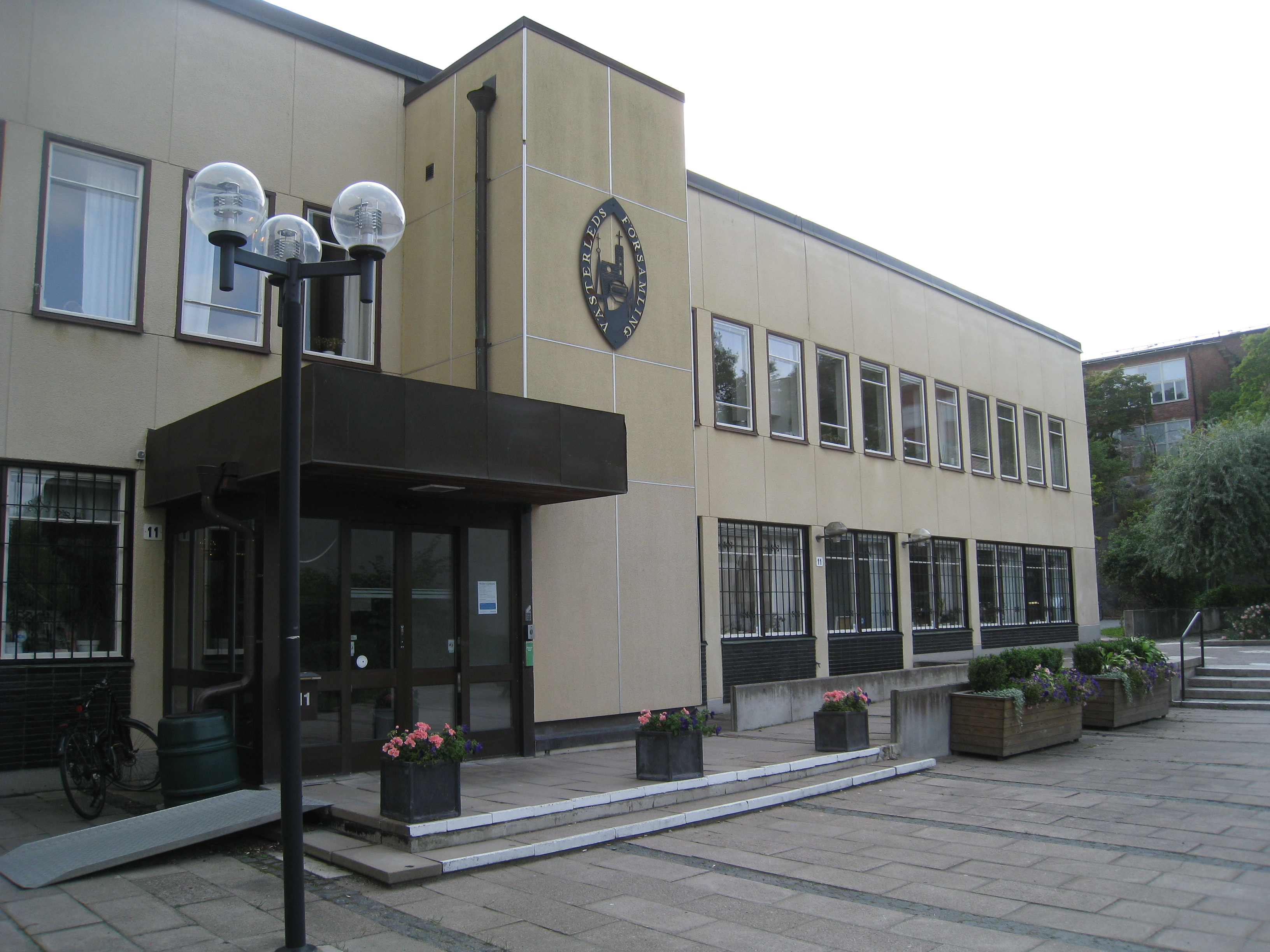
Västerleds församlingshus (byggår 1963).
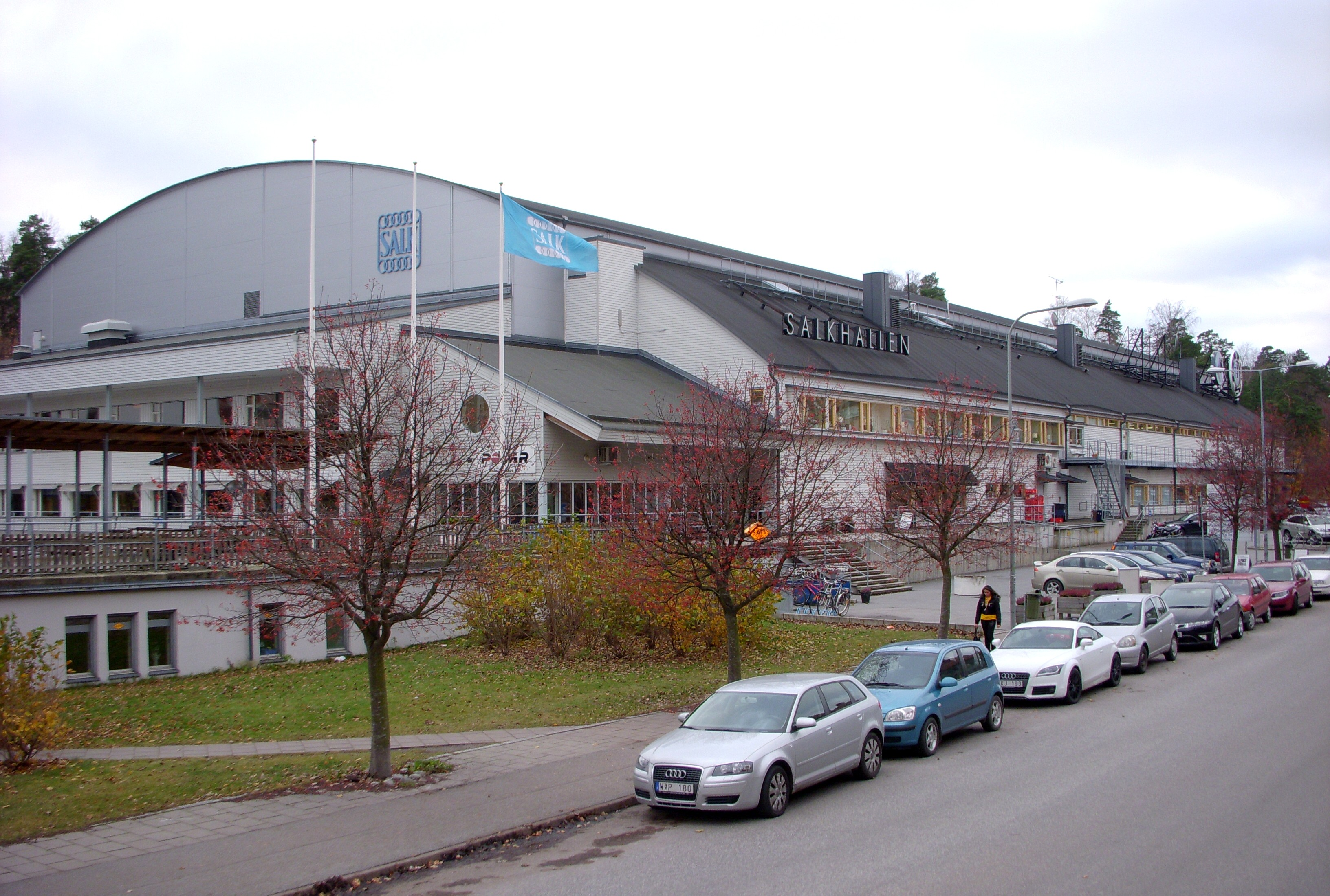
Den nya SALK-hallen efter branden 1993 (nyinvigdes 1994).
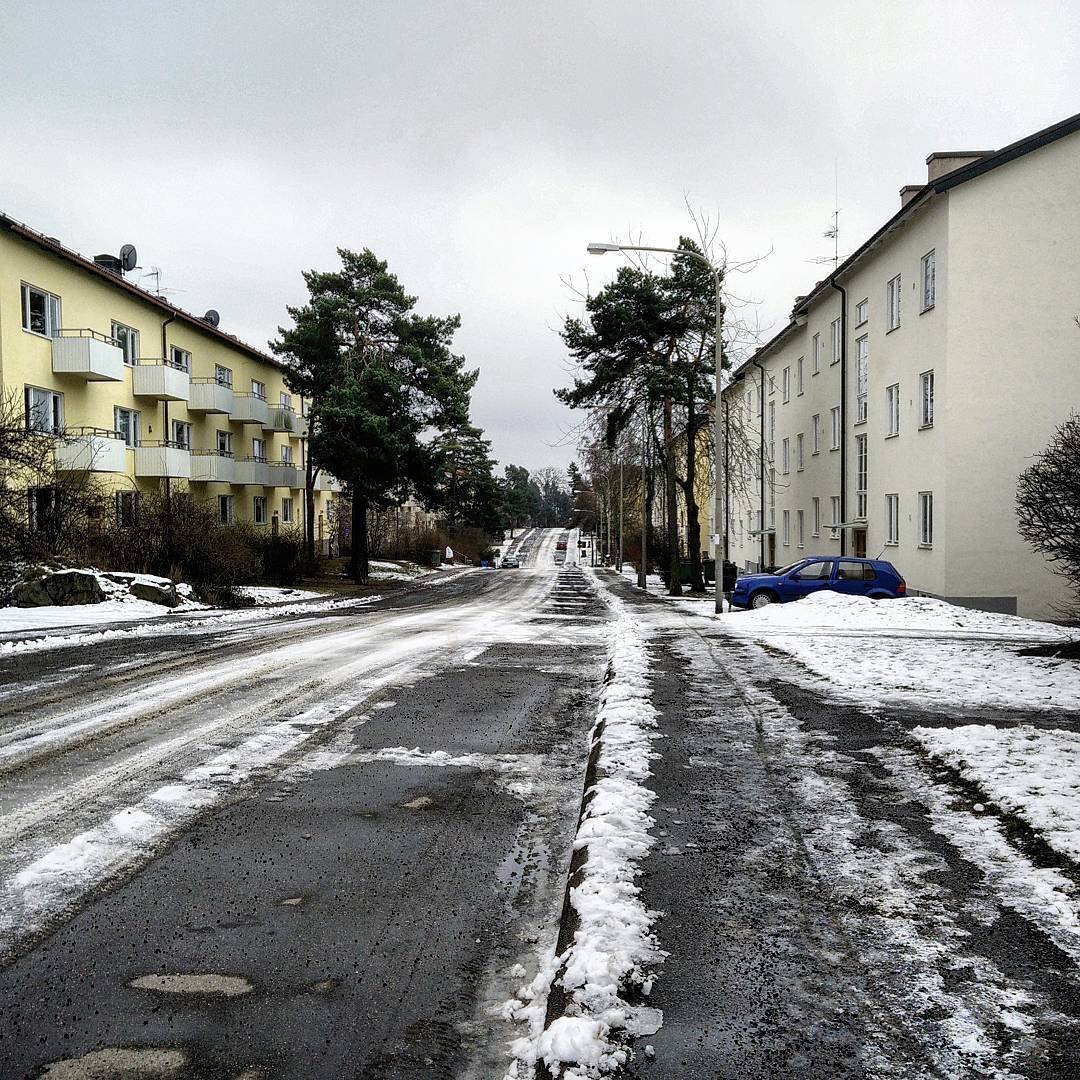
Kinnekullevägen.
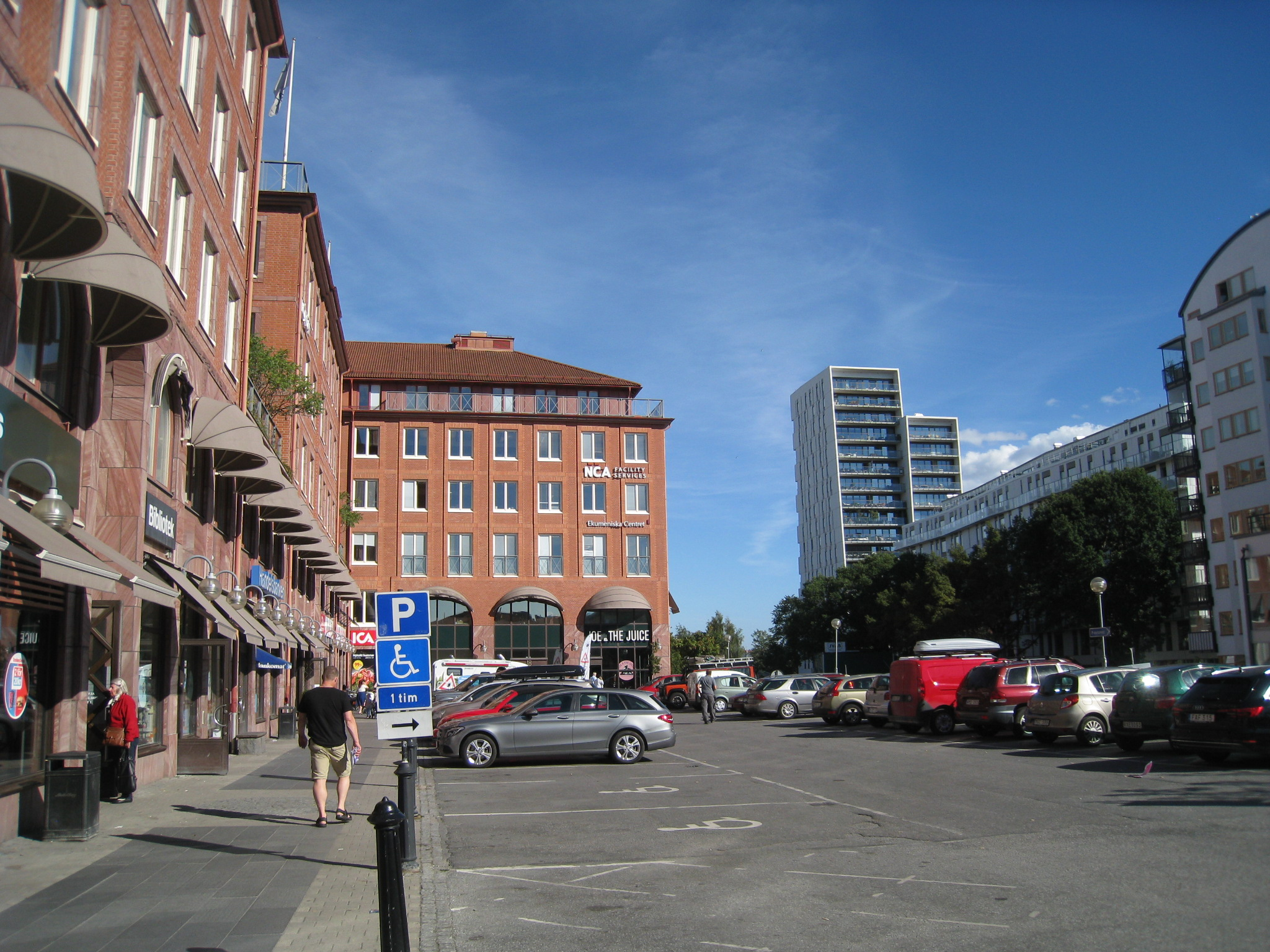
Alviks Torg (byggår 1998), vy mot Alviks Torn (byggår 2014).
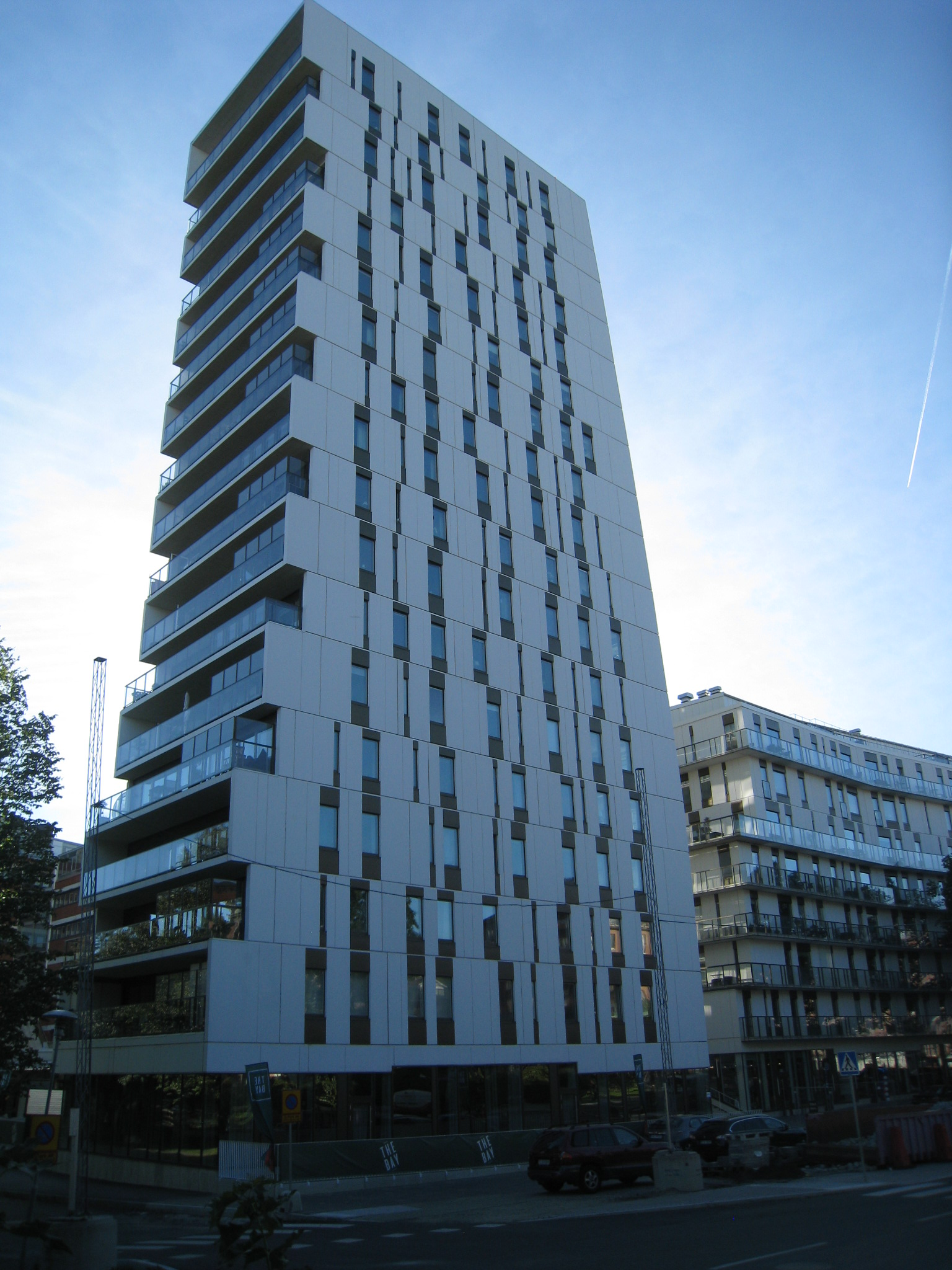
Alviks Torn från norr (byggår 2014).
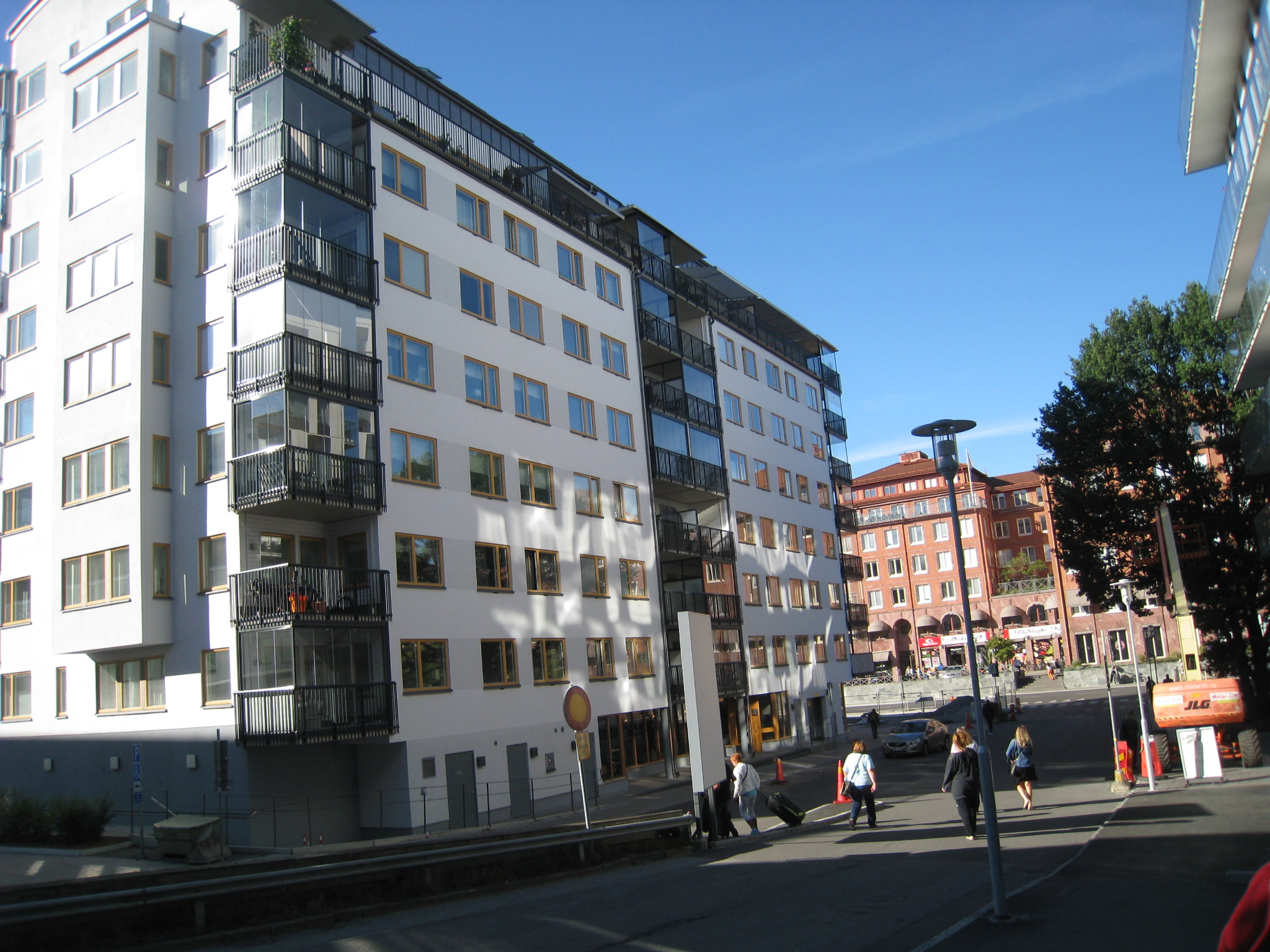
Gustavslundsvägen 155, kv. Racketen, invid Alviks Torg (byggår 2014-2015).

## Demografi
År 2017 hade stadsdelen cirka 1 500 invånare, varav cirka 19,4 procent med utländsk bakgrund.